# Dolicheremaeus subsimilis
Dolicheremaeus subsimilis är en kvalsterart som beskrevs av Balogh 1968. Dolicheremaeus subsimilis ingår i släktet Dolicheremaeus och familjen Tetracondylidae. Inga underarter finns listade i Catalogue of Life.